# ニッポン縦断おかず発見!ルート88
『ニッポン縦断おかず発見!ルート88』（ニッポンじゅうだんおかずはっけん ルートはちじゅうはち）は、日本テレビ系列局（四国放送を除く）ほかで放送された中京テレビ製作のバラエティ番組（紀行番組・グルメ情報番組）。通称「ルート88」。製作局の中京テレビでは2008年4月6日から2009年3月29日まで、毎週日曜 12:45 - 13:25 (JST) に放送。ハイビジョン制作。

## 概要
山口智充ほかレギュラー陣がボンネットバス（日産G590型）を改造した「うまか号」に乗って日本各地を巡り、現地在住者たちの家でその土地ならではの「炊きたてごはんに合う最高のおかず」をご馳走になる模様を放送していた番組である。ご当地グルメの紹介だけでなく、レギュラー陣と現地在住者たちの交流も見所の1つだった。番組タイトルの「88」は、漢字の「米」に因んだものである。タイトルは似ているが、かつて中京テレビが製作していた日本テレビ系全国ネット番組『ルートf』との関連性は特に無い。
出演者の山口とベッキーが番組を通してご馳走になった回数は、画面上部にカウントされていた。番組放送開始当初は分母が88の分数表示だったが、後に100に変更された。一方、トータルテンボスの大村朋宏と藤田憲右はその土地のいわゆるゆるキャラとともに町に繰り出し、現地で流行っているおやつを探し出してはそれらをうまか号に持ち帰っていた。ゆるキャラは町中でのロケだけでなく、うまか号車内での収録にも同伴していた。
2008年10月からは、かつて中京テレビが放送していたローカル番組『ふるさと・わが町ベスト10』のように各地のスポット別ベスト10を紹介するようになった。以来、山口・ベッキー・トータルテンボスが揃って出演し、各スポットのランキングに掲載された場所まで行ったり、その土地ならではのグルメを楽しんだりするようになった。ただしグルメに関しては、トータルテンボスの藤田が出題する「藤田クイズ」に対し正解を出さないとその料理を食べることができなかった。
最終回の収録は、岐阜県の白川郷にて行われた。

## 出演者
- 山口智充（DonDokoDon）
- ベッキー
- 大村朋宏（トータルテンボス）
- 藤田憲右（トータルテンボス）

## スタッフ
- ナレーター :井上喜久子、奥田民義
- 構成 :中野俊成、そーたに、塩野智章、柏木克紀、河野有
- リサーチ :小林のぞみ、原木綿子、下澤由紀子（スコープ）、勝木友香
- カメラ: 石毛雄己、小林孝至
- 音声: 玉城善彦
- 編集: 馬場革
- MA: 川原崎智史
- 音効: 礒川浩己
- TK: 梅澤和世
- 美術: 中村能久
- メイク: 熊谷弥永子
- CGタイトル :小城功夫
- 協力 :ザ・カラーズ、スウィッシュ・ジャパン、glow、まるビデオ、サウンドエフェクト、フジアール
- 車輌: Tip Top inc.
- 音楽協力: 日本テレビ音楽
- 広報: 飯田勝人
- デスク: 松丸智美、石田みき
- AD: 杉本諭久、古川雄一（CTV）、林慶遥
- AP: 永田浩子（b-DASH）
- ディレクター :玉置幸典・広瀬陽一（b-DASH）、塩入修（SION）、市健治・宗宮功卓（CTV）
- 演出 :岡田秀行（b-DASH）
- プロデューサー :古川圭介・野中雅弘（よしもとクリエイティブ・エージェンシー）、林敏博（b-DASH）、鈴木希巳江（SION）
- 演出・プロデューサー :村井清隆・深谷浩規（CTV）
- チーフプロデューサー :安部田公彦（CTV）
- 制作協力 :吉本興業、b-DASH、SION
- 製作著作 :中京テレビ

## 放送局
時刻はいずれも日本標準時。
| 40分バージョン | 40分バージョン           | 40分バージョン | 40分バージョン                                                              | 40分バージョン            |
| 放送対象地域   | 放送局                   | 系列           | 放送日時                                                                    | 備考                      |
| -------------- | ------------------------ | -------------- | --------------------------------------------------------------------------- | ------------------------- |
| 中京広域圏     | 中京テレビ (CTV)         | 日本テレビ系列 | 日曜 12:45 - 13:25                                                          | 製作局                    |
| 関東広域圏     | 日本テレビ (NTV)         | 日本テレビ系列 | 日曜 12:45 - 13:25                                                          | 同時ネット                |
| 北海道         | 札幌テレビ (STV)         | 日本テレビ系列 | 日曜 12:45 - 13:25                                                          | 同時ネット                |
| 福島県         | 福島中央テレビ (FCT)     | 日本テレビ系列 | 日曜 12:45 - 13:25                                                          | 同時ネット                |
| 新潟県         | テレビ新潟 (TeNY)        | 日本テレビ系列 | 日曜 12:45 - 13:25                                                          | 同時ネット                |
| 福岡県         | 福岡放送 (FBS)           | 日本テレビ系列 | 日曜 12:45 - 13:25                                                          | 同時ネット                |
| 長崎県         | 長崎国際テレビ (NIB)     | 日本テレビ系列 | 日曜 12:45 - 13:25                                                          | 同時ネット                |
| 近畿広域圏     | 読売テレビ (ytv)         | 日本テレビ系列 | 水曜 25:50 - 26:30（2008年12月まで） 月曜 25:44 - 26:19 （2009年1月以降）   | 遅れ日数不明              |
| 熊本県         | くまもと県民テレビ (KKT) | 日本テレビ系列 | 金曜 15:50 - 16:30 （2008年9月まで） 日曜 12:45 - 13:25 （2008年10月以降）  | 遅れ日数不明 → 同時ネット |
| 大分県         | テレビ大分 (TOS)         | NNS・FNS       | 土曜 16:00 - 16:40                                                          | 遅れ日数不明              |
| 30分バージョン |                          |                |                                                                             |                           |
| 放送対象地域   | 放送局                   | 系列           | 放送日時                                                                    | 備考                      |
| 山梨県         | 山梨放送 (YBS)           | 日本テレビ系列 | 日曜 10:25 - 10:55                                                          | 遅れ日数不明              |
| 宮城県         | ミヤギテレビ (MMT)       | 日本テレビ系列 | 日曜 10:55 - 11:25 （2008年10月まで） 土曜 15:25 - 15:55 （2008年11月以降） | 遅れ日数不明              |
| 鳥取県・島根県 | 日本海テレビ (NKT)       | 日本テレビ系列 | 日曜 10:55 - 11:25 （2008年9月まで） 火曜 16:24 - 16:54 （2008年10月以降）  | 遅れ日数不明              |
| 高知県         | 高知放送 (RKC)           | 日本テレビ系列 | 日曜 10:55 - 11:25                                                          | 遅れ日数不明              |
| 秋田県         | 秋田放送 (ABS)           | 日本テレビ系列 | 日曜 13:00 - 13:30                                                          | 遅れ日数不明              |
| 長野県         | テレビ信州 (TSB)         | 日本テレビ系列 | 日曜 13:00 - 13:30                                                          | 遅れ日数不明              |
| 富山県         | 北日本放送 (KNB)         | 日本テレビ系列 | 日曜 13:00 - 13:30                                                          | 遅れ日数不明              |
| 石川県         | テレビ金沢 (KTK)         | 日本テレビ系列 | 月曜 24:59 - 25:31                                                          | 遅れ日数不明              |
| 広島県         | 広島テレビ (HTV)         | 日本テレビ系列 | 月曜 24:59 - 25:29 （2008年9月まで） 日曜 10:25 - 10:55 （2008年10月以降）  | 遅れ日数不明              |
| 青森県         | 青森放送 (RAB)           | 日本テレビ系列 | 水曜 09:55 - 10:25                                                          | 遅れ日数不明              |
| 愛媛県         | 南海放送 (RNB)           | 日本テレビ系列 | 水曜 16:21 - 16:51 （2008年10月まで） 日曜 10:25 - 10:55 （2008年10月以降） | 遅れ日数不明              |
| 岩手県         | テレビ岩手 (TVI)         | 日本テレビ系列 | 水曜 24:29 - 24:59                                                          | 遅れ日数不明              |
| 香川県・岡山県 | 西日本放送 (RNC)         | 日本テレビ系列 | 水曜 24:29 - 24:59                                                          | 遅れ日数不明              |
| 山口県         | 山口放送 (KRY)           | 日本テレビ系列 | 水曜 24:29 - 24:59 （2008年9月まで） 日曜 13:00 - 13:30 （2008年10月以降）  | 遅れ日数不明              |
| 静岡県         | 静岡第一テレビ (SDT)     | 日本テレビ系列 | 水曜 25:29 - 25:59                                                          | 遅れ日数不明              |
| 鹿児島県       | 鹿児島読売テレビ (KYT)   | 日本テレビ系列 | 土曜 10:00 - 10:30                                                          | 6日遅れ                   |
| 山形県         | 山形放送 (YBC)           | 日本テレビ系列 | 土曜 13:00 - 13:30 （2008年7月まで） 火曜 24:34 - 25:04 （2008年7月以降）   | 遅れ日数不明              |
| 福井県         | 福井放送 (FBC)           | NNS・ANN       | 日曜 15:55 - 16:25                                                          | 遅れ日数不明              |
| 千葉県         | チバテレビ (CTC)         | 独立UHF局      | 日曜 12:00 - 12:30                                                          | 約1年半遅れ               |